# Ariake Tennis Park
Der Ariake Tennis Park (jap. 有明テニスの森公園, Ariake Tenisu no Mori Kōen) ist ein Tenniszentrum im Bezirk Kōtō der japanischen Präfektur Tokio. Er liegt im gleichnamigen Stadtteil Ariake im Süden von Tokio an der Bucht von Tokio. Auf dem Gelände des Tenniszentrums befand sich früher der „Shinonome-Golfplatz“ (東雲ゴルフ場). Es ist die Austragungsstätte der Tenniswettbewerbe Toray Pan Pacific Open, ein Turnier der WTA Tour bei den Damen sowie des Rakuten Japan Open Tennis Championships, ein Turnier der ATP World Tour bei den Herren.
Die am 14. Mai 1983 eröffnete und 163.069 m² große Anlage umfasste vor der Renovierung 2018 48 Tennisplätze, davon 16 mit Kunstrasen und 32 Hartplätze, einen Laufparcours und Wanderwege. Der Hauptplatz, das Ariake Coliseum (有明コロシアム), hat eine Kapazität von 10.000 Plätzen.
Die Tenniswettbewerbe der Olympischen Sommerspiele 2020 wurden auf dieser Anlage ausgetragen. Dazu wurde das Gelände umfangreich umgebaut, unter anderem entstanden mehrere Indoor-Plätze und ein kleineres Tennis-Stadion mit 5000 Plätzen.

## Bilder

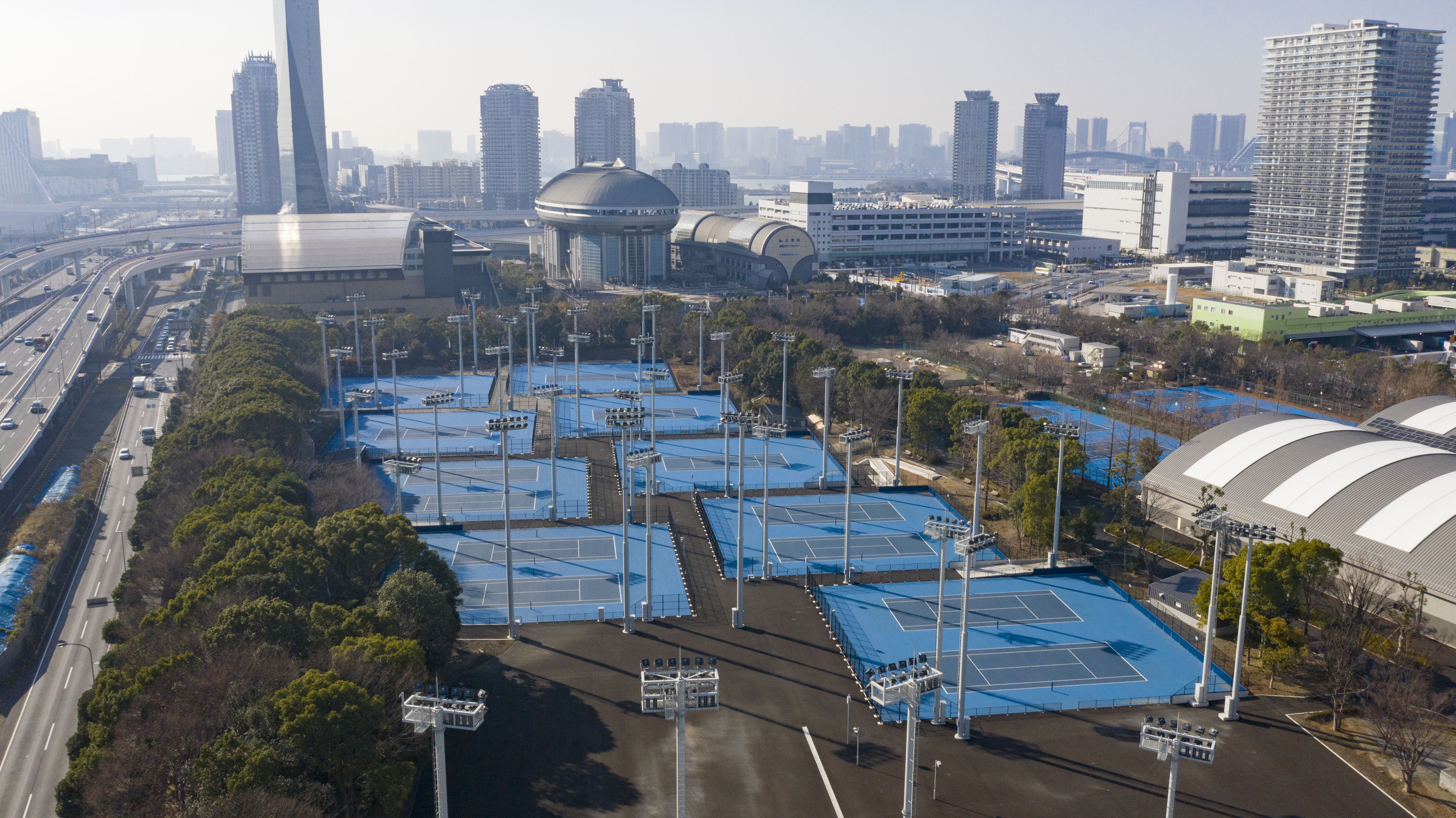
Außenplätze nach der Renovierung 2020
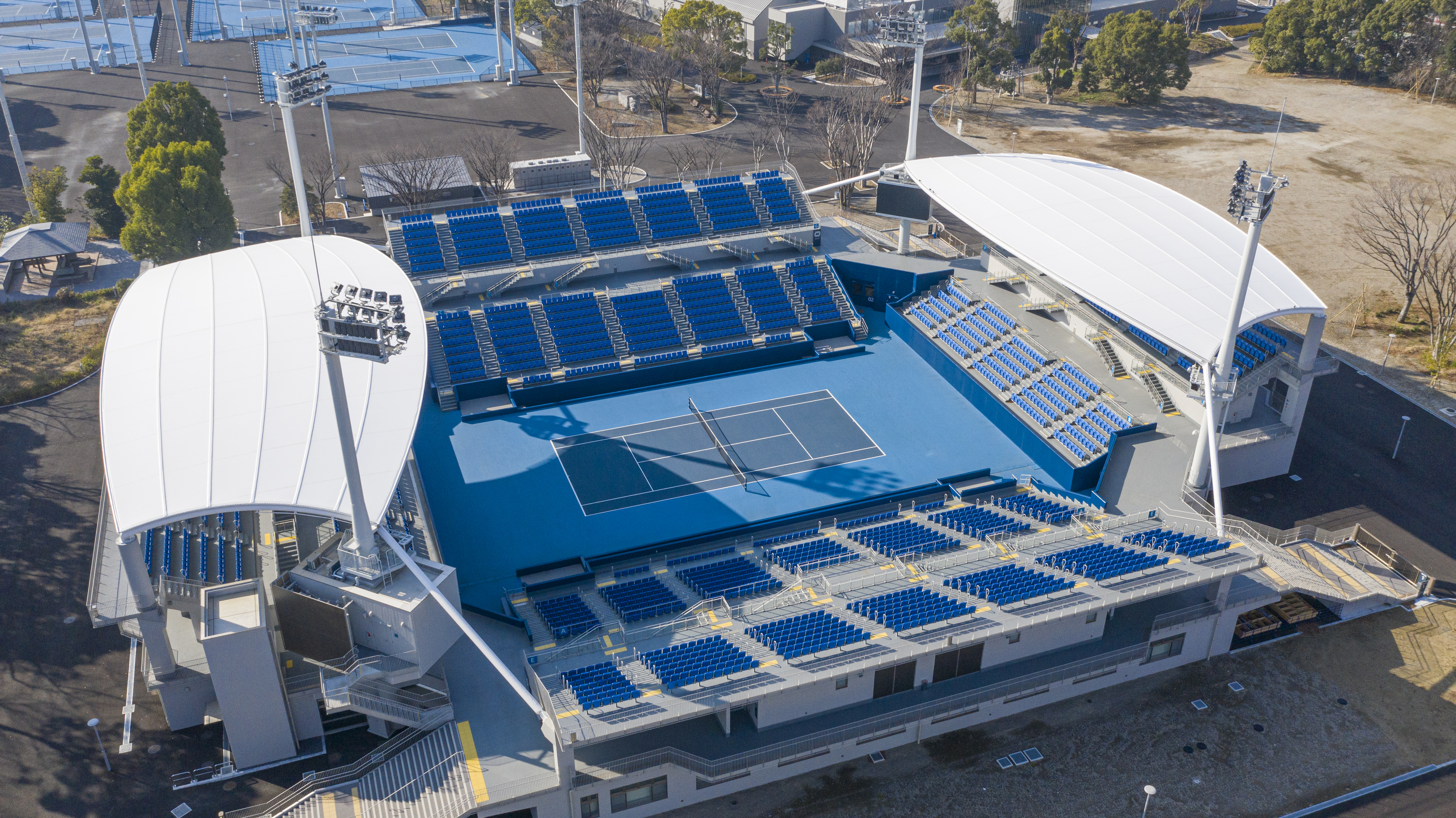
Zu den Olympischen Spielen wurde ein weiterer Tennis-Court errichtet
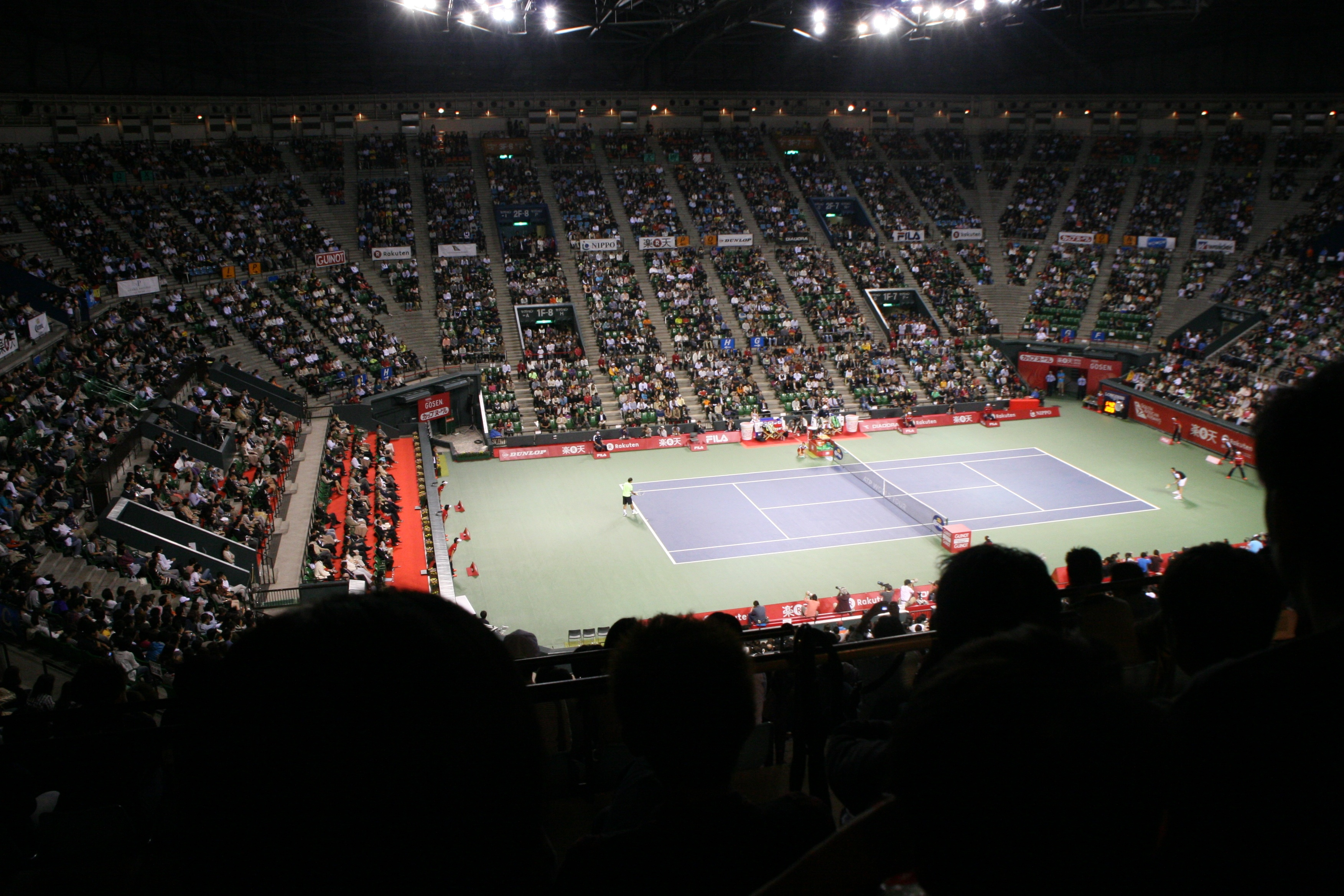
Innerhalb des Ariake Coliseums
Olympische Sommerspiele 2020